# Gutbrod

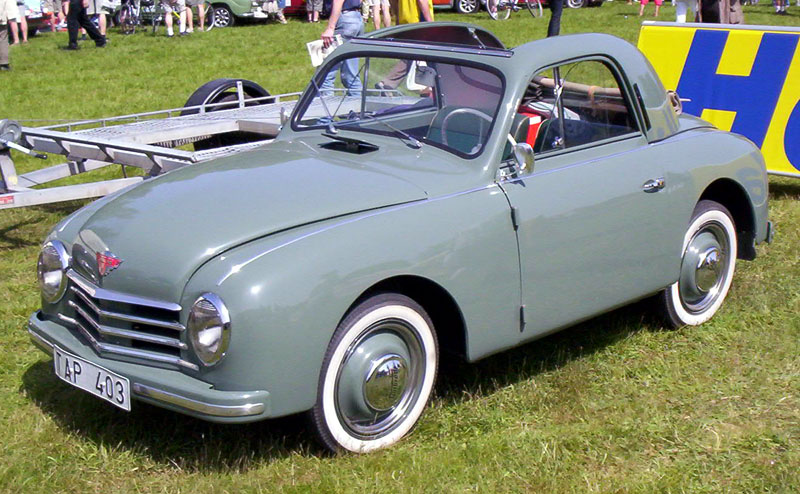
Gutbrod Superior

De Gutbrod was een Duits automerk dat tussen 1948 en 1955 auto's maakte.
Het enige automodel dat Gutbrod produceerde was de Gutbrod Superior, een dwergauto met een tweezitscarrosserie. Voor die tijd vrij uniek was dat de auto werd aangeboden met een injectiemotor (optie). Ondanks de goede kwaliteit werd de markt krapper en zwaarder en kon Gutbrod zich niet handhaven.